# Lingua gwich'in
Il gwich'in (nome nativo: Dinju Zhuh Kʼyuu o Dinjii Zhuʼ Ginjìk) è una lingua amerinda del gruppo delle lingue athabaska del nord della famiglia delle lingue na-dene parlata dai Gwich'in nei Territori del Nord-Ovest e in Yukon, in Canada, e in Alaska negli Stati Uniti.

## Numero di parlanti
Nel 2021 235 persone dichiararono parlare il gwich'in in Canada e altre 250 lo parlavano negli Stati Uniti.

## Ufficialità

### In Canada
La legge sulle lingue ufficiali dal 1988, entrata in vigore nel 1990, stabilisce che le lingue ufficiali dei Territori del Nord-Ovest sono: l'inglese, il francese, il chipewyan, il gwich'in, il tlicho, lo slavey settentrionale, lo slavey meridionale, il cree, l'inuktitut, l'inuvialuktun e l'inuinnaqtun.

### Negli Stati Uniti
La Legislatura di Stato dell'Alaska ha riconosciuto formalmente le venti lingue native americane parlate nello stato; queste lingue sono: l'inupiaq, lo yupik siberiano centrale, lo yupik dell'Alaska centrale, l'alutiiq, l'unangan, il dena'ina, il deg hit'an, l'holikachuk, il koyukon, il kolchan, il gwich'in, il tanana, l'alto tanana, il tanacross, l'hän, l'ahtna, l'eyak (estinta), il tlingit, il haida, il tsimshian.